# Bugovina
Bugovina (Буговина) è un centro abitato della Bosnia ed Erzegovina, compreso nel comune di Trebigne.